# Illumination Entertainment
Az Illumination (korábbi nevén Illumination Entertainment) egy Chris Meledandri által 2007-ben alapított amerikai film- és animációs stúdió, amelynek tulajdonosa a Universal Pictures, az NBC Universal egyik részlege, amely maga a Comcast egyik részlege. Meledandri gyártja a filmeket, míg az Universal finanszírozza és forgalmazza az összes alkotást.
Az Illumination eddig 10 játékfilmet készített, legutóbb A kis kedvencek titkos élete 2. című filmet, amelynek átlagos bevétele 695,4 millió dollár volt filmenként. A stúdió legnagyobb bevételt hozó filmjei a Minyonok, amely világszerte 1,159 milliárd dolláros bevételt hozott, a Gru 3., 1,034 milliárd dollár és a Gru 2. 970,8 millió dollár. Mindhárman ott vannak minden idők 50 legtöbb bevételt hozó filmje között, hat alkotásuk pedig az 50 legtöbb bevételt hozó animációs film között szerepel.

## Történet
Meledandri 2007 elején távozott a 20th Century Fox Animation és a Blue Sky Studios vezetői posztjáról. Ezekben a cégekben olyan filmeket felügyelt vagy vezetett, mint a Jégkorszak, a Jégkorszak 2. – Az olvadás, a Robotok és a Horton. Távozása után megalapította az Illumination Entertainmentet, és bejelentették, hogy az Illumination Entertainment lesz az NBCUniversal családi szórakoztató üzletága, amely 2010-től évente egy-két filmet fog gyártani. A megállapodás részeként az Illumination megtartja a kreatív irányítást, a Universal pedig kizárólagosan forgalmazza a filmeket. 2011 nyarán az Illumination felvásárolta a francia Mac Guff animációs és vizuális effektek stúdió animációs részlegét, amely a Gru és a Lorax animációit készítette, és létrehozta az Illumination Mac Guff-ot.
Meledandri azt szeretné, ha az Illumination továbbra is az alacsony költségű modellhez ragaszkodna, felismerve, hogy "a szigorú költségellenőrzés és a sikeres animációs filmek nem zárják ki egymást". Egy olyan iparágban, ahol a filmek költségei gyakran meghaladják a 100 millió dollárt, az Illumination első két filmje lényegesen alacsonyabb költségvetéssel készült el, ha figyelembe vesszük a Gru 69 millió dolláros és a Hopp 63 millió dolláros költségvetését. A cég a szűkös pénzügyi modell fenntartásának egyik módja a költségtudatos animációs technikák alkalmazása, amelyek csökkentik a számítógépes grafika költségeit és megjelenítési idejét.
A Pixarral ellentétben az Illumination a kezdeti időkben a rendezők és forgatókönyvírók egy alapcsoportjára támaszkodott filmjeinek elkészítésében. A Gru rendezői, Pierre Coffin és Chris Renaud a Lorax, a Gru 2., a Minyonok, A kis kedvencek titkos élete és a Gru 3. rendezői is voltak. Cinco Paul és Ken Daurio forgatókönyvírók (akik korábban a Foxnál Meledandrinak írták a Horton című filmjét) írták vagy írták együtt a Gru, Hopp, Lorax, Gru 2., A kis kedvencek titkos élete és Gru 3. című filmeket, míg Brian Lynch forgatókönyvíró írta vagy írták együtt a Hopp, a Minyonok és A kis kedvencek titkos élete filmeket.
2016. augusztus 22-én az NBCUniversal felvásárolta a konkurens DreamWorks Animation stúdiót, és Meledandrit nevezte ki mindkét stúdió felügyeletére.